# بوب تورنبول
بوب تورنبول (بالإنجليزية: Bob Turnbull)‏ (22 يونيو 1894 في المملكة المتحدة - 1946) هو لاعب كرة قدم بريطاني (وحمل سابقاً جنسية المملكة المتحدة لبريطانيا العظمى وأيرلندا) في مركز الهجوم. لعب مع تشارلتون أثلتيك وكريستال بالاس ونادي أرسنال ونادي ليتون أورينت.

## وصلات خارجية
- بوب تورنبول على موقع قاعدة بيانات كرة القدم.إي يو (الإنجليزية)